# Ctenidium floribundarioides
Ctenidium floribundarioides là một loài Rêu trong họ Hypnaceae. Loài này được Tosco & Piovano mô tả khoa học đầu tiên năm 1956.